# TERÉN – pole performativního umění
Terén – pole performativního umění je dramaturgická a produkční platforma bez vlastního souboru a stálé scény, která celoročně produkuje jedinečné divadelní a hraniční umělecké projekty. Působí v rámci Centra experimentálního divadla v Brně od roku 2019. Zakladatelský tým Terénu tvoří umělecký šéf Matyáš Dlab, dramaturg Lukáš Jiřička, produkční Soňa Borodáčová a Barbora Doležalová.
Terén v rámci městské příspěkové organizace dává prostor tvorbě, která bývá obvykle závislá výlučně na financování z grantů. Navazuje tak spolupráce s českou nezřizovanou divadelní scénou (Alfred ve dvoře) i s divadly a uměleckými skupinami ze zahraničí (Gob Squad, Tranzit House, Tatwerk).

## Projekty a aktivity

### Zahájení činnosti
Svou činnost zahájil Terén festivalem Terénní úprava, který se konal 1.–6. 10. 2019. V rámci festivalu vystoupili hudebníci Martin Janíček, Elia Morreti, Otomo Yoshihide a Strýček Samčo, hudební uskupení Roman Radkovič Collecitve, T R U E N N O a Q+1. Pro festival vznikla první scénická premiéra opery Bohuslava Martinů Oidipus v režii Marka Thera (dílo bylo dosud uvedeno jen v rozhlase). Dále vystoupila německo-britská skupina Gob Squad s performanci Super Night Shot, česká skupina Československé klacky s představením Nejmenší ze Sámů a sólové performerky Dagmar Urbánková s představením Mechanický cirkus a Tereza Říčanová s inscenací O černé paní.
V rámci zahajovacího ceremoniálu bylo také pokřtěno první číslo časopisu CEDIT.

### Inscenační projekty
Terén produkuje originální inscenační projekty, které reprízuje. Projekty připravují různé umělecké kolektivy i jednotlivci, kterým Terén poskytuje dramaturgickou a produkční podporu.

#### 2019
- Insider: Odkrývání reality, autorka: Cristina Maldonado, premiéra: 28. 11. 2019, performance pro jednoho diváka zkoumající rozhraní mezi virtuální a tělesnou realitou.[5]

#### 2020
- Vyplním šaty své tělem svým, autor: Ján Sedal, premiéra: 3. 3. 2020, bytová performance o vnitřním světě Jána Sedala, který se složitě zotavoval po fyzickém napadení v roce 2018[6]. Inscenace byla oceněna na festivalu …příští vlna/next wave… jako Projekt roku 2020.[7] Ján Sedal za inscenaci získal cenu Thálie za celoživotní mistrovství v oboru alternativního divadla. O inscenaci vznikl dokument Anny Babjárové Vystřelím já, hovado, Ti, Bože, ne oko, ale papírovou růži z krepovýho papíru.
- HONEY AND DUST: OUTSIDE THE BOX 01, autoři: Andrej Kalinka a Milan Kozánek, premiéra: 16. 7. 2020, inscenace inspirovaná badatelským a osobním odkazem opata Gregora Johanna Mendela.[8][9]
- Za bílou velrybu, režie: Petra Tejnorová, premiéra: 2. 10. 2020, zvukově-divadelní mše za bájnou velrybu i za svět spějící ke svému konci.[10]

#### 2021
- WOJTEK ZIEMILSKI: SEX, autor: Wojtek Ziemilski, premiéra: 19. 4. 2021, performance v níž 6 spisovatelů a spisovatelek (Bernardeta Babáková, Zuzana Fuksová, Markéta Lisá, Ivan Palacký, S.d.Ch. a Vojtěch Staněk) vytváří originální textovou mapu v tabulkovém editoru.[11]
- PYL: REALITY SURFING, autor: kolektiv PYL, premiéra: 7. 10. 2021, vizuální performance, která divákům nabízí alternativní model soužití lidí a neživých entit.[12][13]
- Lidé chodí sem a tam, režie: Jiří Austerlitz, premiéra: 23. 10. 2021 v Alfredu ve dvoře, performance pracující s hudebností pohybu a ticha.[14][15]

### NOVÉ SADY – série jednorázových událostí
Jednou z činností Terénu je produkování jednorázových performancí v rámci série NOVÉ SADY. V rámci této série vytvářejí různé umělecké kolektivy i jednotlivci originální umělecké performance, někdy intervenující do veřejného prostoru.

#### 2019
- NOVÉ SADY 1 – The Acts – participativní událost irského autora Wayna Jordana.[16]
- NOVÉ SADY 2 – RAFANI: PRO[17] – performance na sklepní scéně CED
- NOVÉ SADY 3 – GLOBAL GENOCIDE INC.: PARTY EXTINCT REPEAT – podvratná korporátní performance Andrease Gajdošíka a kol.[18]

#### 2020
- NOVÉ SADY 4 –⁠ PASI MÄKELÄ: BLACK PIECE – tanec butó finského performera Pasi Mäkelä v ulicích Brna.[19]
- NOVÉ SADY 5 – RFK: POSLEDNÍ VEČEŘE – třídenní událost křesťansko-feministického ekumenického uskupení RFK na Moravském náměstí, jíž dominoval růžový kostel.[20][21]
- NOVÉ SADY 6 – trojice projektů vstupujících do veřejného prostoru v čase koronavirové pandemie.[22]
  - Bára Bažantová: Hladová zeď
  - Zuzana Janečková: Dveře
  - Matyáš Zeman: Jupiter

### Hudební projekty

#### 2022
- Order of Sonic Chaos, kurátor: Jonáš Gruska, interdisciplinární třídílný program, který propojoval hudbu, zvukové a výtvarné umění a performance.[23][24]